# ويلفريد بوم
ويلفريد بوم هو اقتصادي وسياسي ألماني، ولد في 9 فبراير 1934 في كاسل في ألمانيا. نشط حزبياً في الاتحاد الديمقراطي المسيحي.

## مناصب
- انتخب ممثل الجمعية البرلمانية لمجلس أوروبا [الإنجليزية]‏ لترشحه ضمن قائمة ألمانيا، (26 يناير 1981 – 30 يناير 1995).
- انتخب نائب عن الجمعية البرلمانية لمجلس أوروبا  [لغات أخرى]‏ لترشحه ضمن قائمة ألمانيا، (5 أكتوبر 1977 – 1981).
- انتخب عضو في برلمان هسن ‏.
- انتخب عضو في البوندستاغ الألماني خلال فترته النيابية  [لغات أخرى]‏ (13 ديسمبر 1972 – 13 ديسمبر 1976).